# 宗家
宗家（そうけ）は、ある一族、一門において正嫡（嫡流）の家系。またその家系の当主。本家。
日本ではこれから転じて、能楽などの伝統芸能や古武道などで家元の別称として用いられる。もとは能楽のシテ方観世流で観世銕之丞家に対して家元家を宗家と呼んだところからおこったものである。宗家位、宗家号とも。流派の経営、普及活動及び一門の統率、門下生の教育を旨とする。流派により宗家自ら師範となる場合、弟子に門下生の指導を委ねる場合がある。

## 概要
宗家とは、ある一族、一門の本家、もしくは本家の当主のことである。
古代日本においては末子相続があったとする説もあるが、通史的には家父長制あるいは長子相続が基本とされ、宗家の継承は、基本的に長兄に対して行われる（これを嫡流という）。他の子族は庶流（庶家、傍系、分家などとも）となったが、長兄が廃嫡されたり他家へ養子に出されたり、あるいは仏門へ出家したりなどで、長幼の序にしたがった弟が宗家を継承する場合もあった。
また朝鮮においては、門中は，墓祭を行うための資金を確保し，また高名な祖先の遺した文物があればそれを保存するために，共有の財産(位土と呼ばれる田畑，墓地を置く山林，集会を開くための祭閣など)をもち，有司や門長などの役員をおいて事務を処理する。門中の始祖から代々その後継ぎとなってきた家(長男の系統)を宗家(チョンガchongga)，その当主を宗孫(チョンソンchongson)と呼ぶが，これは門中の象徴的中心である。

### 「宗」の字義
「宗」の漢字は、もともとは祖先霊に対する祖先信仰を表す。転じて、“ものの始まり”を意味する「もと」や、中心を表す「むね」の訓みを合わせた。つまり、もともと「宗家」は氏族の中心をなす唯一に定まる血筋の家系を指す。

### 宗家と嫡流
日本では古代の早い時期から「地位」という区別によって一氏族を上位の権力が支配する構造が生まれ、単に血統による継承ではなく、後述する「氏長者」による統制によって秩序を維持した一面があった。一族は氏長者がもつ財産の継承により安定な生活が保証される（惣領はこれにちなむ）が、なんらかの理由で長者が亡失、あるいは失墜することは、生活に困難をきたし一族存亡の危機となるだけでなく、支配階級にとっても支配制度の根幹を揺るがしかねない。そこで宗家の断絶を忌避するために「嫡流継承」と「氏的継承」との2つの解釈が生じた。
養子や猶子はこのような背景による要請で生じた制度である。孫や甥、非嫡出子が養子となったり、まったく血縁のない者が養子に入り宗家を名乗ることもあった。また男子を複数の妻を娶ることが一般的であった時代、父権制でありながら母系が上位権力の血筋の場合は、年の序列に関係なく側室の子よりも正室の子が優先されることもあった。嫡流でありながら何らかの事情で一族を統率するいわゆる嫡宗権を失った血筋を嫡家といい、代わって庶流が一族の統率権を得れば宗家を名乗った。時代が下がるごとに宗家の定義は複雑さを増していくが、複数の家の間でどちらが宗家であるかをめぐり争いとなった歴史上の例は神話の時代から枚挙にいとまがない。
江戸時代における御三家や御三卿は、徳川宗家（徳川将軍家）の後嗣が絶えても権威の安定を図るための家柄制度（ただし明文化された「制度」ではない）であったともされる。

### 氏長者
これは藤氏長者や源氏長者というように、氏（うじ）の代表者の呼称である。例えば、源氏長者は源氏一族の代表者であるが、この源氏の下位の家族集団として足利氏や徳川氏（ただし徳川氏の源氏は自称という説が有力）があり、それぞれに宗家がいた。それゆえ、氏長者は宗家よりもより大きな一族集団の代表者の意味である。足利将軍家や徳川将軍家は、それぞれ足利宗家、徳川宗家であると同時に源氏長者でもあった。

### 北条氏の「得宗家」
鎌倉幕府における北条氏の惣領の家系を、北条時政の子である北条義時から9代高時への嫡流に限り「得宗家」と呼んでいた。ただ、史料においては北条氏嫡流の当主を「得宗」と指した例は少なく、行政用語であったとも考えられている。あるいはこの得宗は徳崇、徳宗とも書かれ、謂れは2代義時の別称、後世での戒名、追号など諸説もある。

## 能楽
能楽では家元のことを宗家と呼ぶが、もとはシテ方観世流で分家の観世銕之丞家に対して家元家を宗家と呼んだところからおこったものである。ただ宗家の名称は江戸幕府の将軍より与えられたものであるとする説もある。今日では観世流以外の家元家でも宗家の呼称が使われている。原則として宗家は世襲であり、実子がいない場合は親族から養子を迎えて今日まで続いている。
能楽のうち、特にシテ方（主人公）流派の宗家の権限は強大で、伝統的に演目、演出、上演、人事（認定・破門）、免状、謡本刊行等の権限を有する。能楽師の育成は宝生流では宗家のもとで行われるが、観世流では一定の家格を持つ家（職分家以上）に能楽師の養成を認めている。
能楽はもともと武家の式楽だったので、江戸時代には幕府や各地の大名家の庇護を受け、各流派はそれぞれ扶持をもらっていた。観世流は江戸幕府の庇護を受けていたので、明治維新後、徳川宗家が駿府に隠棲すると、観世宗家の22世・観世清孝はこれに義理立てして静岡へ移住し、東京は分家の観世銕之丞家の5代目・観世紅雪と初世・梅若実（52世・六郎）が預かる形になった。その間、観世銕之丞家と梅若家は独自に免状を発行するなどの家元同然の活動を行い、観世宗家が東京に戻ってくると、免状発行権の返還を巡って両者は対立するようになる（いわゆる観梅問題）。大正10年（1921年）、観世宗家24世・観世元滋は梅若一門（梅若六郎家、梅若吉之丞家、観世鐵之丞家）を観世流から除名し、梅若一門は新たに梅若流を興したが、その後梅若流も分裂して、最終的には昭和29年（1954年）、能楽協会の斡旋により梅若流は観世流に復帰した。

## 武術

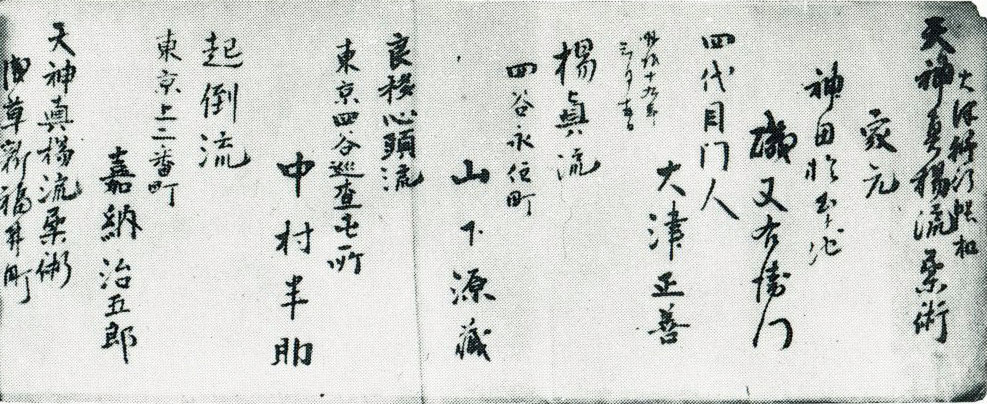
天神真楊流柔術家元、神田於玉ヶ池、磯又右衛門（磯正智、1818-1881）。『天神真楊流稽古出席帳』（明治15年）より。

日本の武術流派では、流派の家元のことを宗家と呼ぶ。ただし明治以前は、各流派の武術指導者は、師範や指南役等と呼ばれており、宗家（家元）という呼称が一般化したのは明治以降である。例外的に、天神真楊流、浅山一伝流、北辰一刀流のように明治以前から宗家（家元）制度を敷いていた流派もある。
武術流派における家元制度の起源は小笠原流などの弓馬術である。これは弓術・馬術が他の武術と比べて、早い時期から儀礼的、遊芸的なものとなり、他の者から勝負を挑まれるような事態を回避することができたからである。本来、武術は実力勝負の世界であるから、もし敗北すれば流派の家元としての権威を保つことはできない。しかし、弓馬術においては、射礼、犬追物、笠懸、流鏑馬など、技法が貴族的な儀礼として行われるようになった。このため、小笠原家は世襲的に弓馬術の家元となりえた。
江戸時代には、多くの武術流派で特定の家柄が世襲的に師範や指南役を継承する、ある種の家元のような存在はあったが、他の芸道の家元のように全国の門弟を統制下におくような家元は、上記諸流派を除いて一般的ではなかった。これは、幕藩体制下においては各藩は他藩に対して対立的な封鎖社会を構成しており、特に武力は完全な藩独立内部の秘密事とされていたため、藩という国境を越えて、全国の門弟を家元が統率することは困難だったからである。それゆえ、弟子が師匠から免許や指南免許等を得た時点で、独自に門弟を指導し、免許を発行する権利（免許発行権）も与えられるのが一般的であった。このため、江戸時代には各地に多くの分流や分派が生まれた。ただし、天神真楊流の磯家や北辰一刀流の千葉家のように宗家（家元）にしか免許発行権がなかったり、支部には目録までの発行権しか与えず免許発行権を制限する流派もあった。
また、御流儀、御家流、御留流などと称して、他藩への伝授を禁止したり、上士にしか伝授されない流派もあった。例えば、紀州藩御流儀の関口新心流や富山藩御留流の四心多久間四代見日流などである。また、薩摩藩御流儀の示現流のように、東郷家宗家（先々代までは師範の称号）のみが唯一の師範で他には一切師範資格を与えなかった流派もある。ただしこれらの流派でも正式な指南免許が出たかは別にして、結果的に支藩や他藩に伝わった例はある。
同一藩内においては、藩や師範家の承認なしに勝手に分流や分派ができないような制約もあった。例えば、薬丸自顕流（野太刀自顕流）が示現流から独立する際、門人の移動を巡って示現流宗家の東郷家と薬丸家との間で争いが起こった。このとき、薬丸兼武は屋久島へ遠島蟄居の処分を受けている。薬丸家と東郷家は示現流開祖・東郷重位以来、親密な関係にあったが、東郷家の権威が認められる形となった。子の薬丸兼義の代になって、ようやく独立が認められた。
明治以降、それまでの幕府や諸藩の庇護がなくなり、近代化の波が押し寄せてくると、多くの武術流派が消滅したり、技法の一部が失伝するなど継承の危機を迎えた。生き残った流派では、宗家（家元）制を導入して組織の全国化を図ったり、全国の門弟を統率できるようにした。しかし、宗家制の導入に際して、同一流派の別系統の同意を得ずに一方的に宗家を名乗ったり、所属流派の許可を得ずに分派して宗家を名乗るなどの問題も発生している。

### 免許皆伝と指南免許
通常の全伝学習の証としての免許皆伝と、弟子を取り立てて教授する事を師匠が許す指南免許を区別する流派も存在した。指南免許の位置付けは免許皆伝の前の段階とする流派と免許皆伝の後とする流派があり、前者は流派における師範代的な印可であり、後者は免許皆伝を得ても指南免許を得なければ正当な教授資格者とは認められず、教授者の同地域内における飽和を防ぐ意味合いがあったと考えられる。極端な話としては皆伝巻を晩年に宗家や師範家に返伝すると言う風習のある流派もあったと言われている。

## 歌舞伎
歌舞伎の世界では、市川團十郎のことを市川宗家と呼ぶ。

## その他
陰陽道宗家は、朝廷陰陽寮に属する陰陽師のうち、陰陽道の家元的な存在になった賀茂氏と安倍氏を指す歴史的名称。